# Sant Isidre (llaüt 1925)
El Sant Isidre de Cadaqués és un llaüt de mitjana construït el 1925 a Portocolom, Mallorca, pel mestre d'aixa Joan Creus, per a la pesca de bou en parella. Amb dos-cents metres quadrats de veles, és el més gran dels tres llaüts considerats embarcacions històriques a Catalunya. Els altres dos són el Sant Rafel de Palamós i el Sant Ramon de Vilassar de Mar. Amb la vela major el Sant Isidre pot agafar amb el vent catorze nusos de velocitat, disposant d'un motor onze.

## Història
Es va construir el 1925 a Portocolom pensat inicialment per la pesca d'arrosegament. El 1930 va ser decomissat per contraban i va passar a l'armada espanyola de la Segona República que el va pintar de color gris i el va reanomenar com a «V-13», fent de guardapesca al litoral català. El 1936 el POUM el va utilitzar com a vaixell de guerra establert a Port de la Selva. Als 1974 es trobava en males condicions i el Centre de Recuperació i Investigacions Submarines (CRIS) el va comprar per 100 pessetes i el va dedicar a tasques d'estudi. Al 1980 es ven a un particular que instal·la una eixàrcia moderna i és restaurat perquè fes activitats de suport i ensenyament d'immersió, i durant un temps també va formar part de la flota de Greenpeace. Als anys vuitanta i principis dels noranta l'embarcació va estar a Barcelona per visites escolars. El 1993 va entrar en un període de deixadesa i va acabar abandonat al port de Palamós. El 1995 va ser restaurat pel projecte Vaixells del Mediterrani i va esdevenir embarcació turística.